# Valérie Maltais
Valérie Maltais (La Baie, 4 juli 1990) is een Canadees shorttrackster en langebaanschaatsster.
Maltais heeft tien medailles gewonnen op de wereldkampioenschappen shorttrack in haar carrière. Tijdens de Olympische Winterspelen in Sotsji heeft ze een zilveren medaille voor Canada weten te behalen op de 3000 meter relay.
Voor seizoen 2018/2019 besloot Maltais de overstap te maken naar het langebaanschaatsen. In die discipline werd ze in 2022 Olympisch kampioen in de ploegenachtervolging.

## Shorttrack

### Persoonlijke records
| afstand    | tijd    | datum             | baan     |
| ---------- | ------- | ----------------- | -------- |
| 500 meter  | 42,964  | 21 oktober 2012   | Calgary  |
| 1000 meter | 1.27,65 | 19 oktober 2012   | Calgary  |
| 1500 meter | 2.19,70 | 28 september 2013 | Shanghai |
| 3000 meter | 4.55,40 | 11 maart 2012     | Shanghai |

### Medailles

#### Wereldkampioenschappen
| Jaar | Resultaat        |
| ---- | ---------------- |
| 2009 | 3000 meter relay |
| 2011 | 3000 meter relay |
| 2012 | 1000 meter       |
| 2012 | Overall          |
| 2012 | 3000 meter relay |
| 2013 | 3000 meter relay |
| 2014 | 1000 meter       |
| 2014 | Overall          |
| 2014 | 3000 meter relay |

#### Wereldkampioenschappen teams
| Jaar | Resultaat |
| ---- | --------- |
| 2010 | Team      |

#### Olympische Spelen
| Jaar | Resultaat        |
| ---- | ---------------- |
| 2014 | 3000 meter relay |

## Langebaanschaatsen

### Persoonlijke records
| Afstand    | Tijd    | Datum           | Baan           |
| ---------- | ------- | --------------- | -------------- |
| 500 meter  | 40,07   | 14 maart 2019   | Calgary        |
| 1000 meter | 1.14,95 | 15 oktober 2021 | Calgary        |
| 1500 meter | 1.54,08 | 27 januari 2024 | Salt Lake City |
| 3000 meter | 3.59,22 | 3 december 2021 | Salt Lake City |
| 5000 meter | 6.57,76 | 24 januari 2025 | Calgary        |

(laatst bijgewerkt: 25 januari 2025)

### Resultaten
| Jaar | WK Allround             | WK Afstanden                                                     | Olympische Spelen                         |
| ---- | ----------------------- | ---------------------------------------------------------------- | ----------------------------------------- |
| 2019 | NC17 (21e, 10e, 16e, -) | 15e 1500m 12e 3000m 23e massastart 4e achtervolging              |                                           |
| 2020 | NC17 (17e, 15e, 18e, -) | 12e 3000m · 6e massastart · achtervolging                        |                                           |
| 2021 |                         | 13e 1500m · 8e 3000m · 7e 5000m · 14e massastart · achtervolging |                                           |
| 2022 | NC10 (8e, 9e, 9e, -)    |                                                                  | 12e 3000m · 6e massastart · achtervolging |
| 2023 |                         | 5e 3000m · 8e 5000m · 8e massastart · achtervolging              |                                           |
| 2024 | 8e (13e, 6e, 8e, 7e)    | 10e 1500m · 10e 3000m · 6e 5000m · 6e massastart · achtervolging |                                           |
| 2025 |                         | 13e 1500m · 6e 3000m · 8e massastart · achtervolging             |                                           |

(#, #, #, #) = afstandspositie op allroundtoernooi (500m, 3000m, 1500m, 5000m).
NC17 = niet gekwalificeerd voor de laatste afstand, maar wel als 17e geklasseerd in de eindrangschikking

## Privé
Valérie Maltais heeft een relatie met langebaanschaatser Jordan Belchos. 
2006: Anschütz-Thoms/Friesinger/Opitz/Pechstein/Völker ·
2010: Anschütz-Thoms/Beckert/Friesinger-Postma/Mattscherodt ·
2014: Van Beek/Leenstra/Ter Mors/Wüst ·
2018: Kikuchi/Sato/M. Takagi/N. Takagi ·
2022: Blondin/Maltais/Weidemann